# Ed Dueim
Ed Dueim este un oraș în Sudan.
| Date climatice pentru Ed Dueim (1961–1990) | Date climatice pentru Ed Dueim (1961–1990) | Date climatice pentru Ed Dueim (1961–1990) | Date climatice pentru Ed Dueim (1961–1990) | Date climatice pentru Ed Dueim (1961–1990) | Date climatice pentru Ed Dueim (1961–1990) | Date climatice pentru Ed Dueim (1961–1990) | Date climatice pentru Ed Dueim (1961–1990) | Date climatice pentru Ed Dueim (1961–1990) | Date climatice pentru Ed Dueim (1961–1990) | Date climatice pentru Ed Dueim (1961–1990) | Date climatice pentru Ed Dueim (1961–1990) | Date climatice pentru Ed Dueim (1961–1990) | Date climatice pentru Ed Dueim (1961–1990) |
| Luna                                       | Ian                                        | Feb                                        | Mar                                        | Apr                                        | Mai                                        | Iun                                        | Iul                                        | Aug                                        | Sep                                        | Oct                                        | Nov                                        | Dec                                        | Anual                                      |
| ------------------------------------------ | ------------------------------------------ | ------------------------------------------ | ------------------------------------------ | ------------------------------------------ | ------------------------------------------ | ------------------------------------------ | ------------------------------------------ | ------------------------------------------ | ------------------------------------------ | ------------------------------------------ | ------------------------------------------ | ------------------------------------------ | ------------------------------------------ |
| Maxima medie °C (°F)                       | 31.3 (88,3)                                | 33.2 (91,8)                                | 37.3 (99,1)                                | 40.1 (104,2)                               | 41.2 (106,2)                               | 39.5 (103,1)                               | 36.2 (97,2)                                | 34.6 (94,3)                                | 36.5 (97,7)                                | 38.1 (100,6)                               | 35.4 (95,7)                                | 32.2 (90)                                  | 36,3 (97,3)                                |
| Media zilnică °C (°F)                      | 23.8 (74,8)                                | 25.5 (77,9)                                | 28.7 (83,7)                                | 31.7 (89,1)                                | 32.9 (91,2)                                | 32.4 (90,3)                                | 30.6 (87,1)                                | 29.1 (84,4)                                | 30.2 (86,4)                                | 31.2 (88,2)                                | 28.2 (82,8)                                | 25.1 (77,2)                                | 29,1 (84,4)                                |
| Minima medie °C (°F)                       | 16.3 (61,3)                                | 17.7 (63,9)                                | 20.0 (68)                                  | 23.4 (74,1)                                | 24.3 (75,7)                                | 25.3 (77,5)                                | 25.0 (77)                                  | 23.6 (74,5)                                | 23.9 (75)                                  | 24.3 (75,7)                                | 21.0 (69,8)                                | 17.9 (64,2)                                | 21,9 (71,4)                                |
| Minima istorică °C (°F)                    | 9.0 (48,2)                                 | 10.0 (50)                                  | 13.4 (56,1)                                | 14.0 (57,2)                                | 18.3 (64,9)                                | 16.7 (62,1)                                | 18.0 (64,4)                                | 13.3 (55,9)                                | 16.2 (61,2)                                | 16.9 (62,4)                                | 12.0 (53,6)                                | 7.7 (45,9)                                 | 7,7 (45,9)                                 |
| Precipitații mm (inches)                   | 0.0 (0)                                    | 0.0 (0)                                    | 0.1 (0.004)                                | 0.1 (0.004)                                | 5.8 (0.228)                                | 22.1 (0.87)                                | 65.8 (2.591)                               | 99.6 (3.921)                               | 38.1 (1.5)                                 | 5.2 (0.205)                                | 0.4 (0.016)                                | 0.0 (0)                                    | 274,0 (10,787)                             |
| Umiditate [%]                              | 31                                         | 26                                         | 22                                         | 21                                         | 26                                         | 36                                         | 51                                         | 58                                         | 50                                         | 39                                         | 30                                         | 34                                         | 35,3                                       |
| Nr. de zile cu precipitații (≥ 0.1 mm)     | 0.0                                        | 0.0                                        | 0.0                                        | 0.1                                        | 1.2                                        | 2.6                                        | 5.9                                        | 6.8                                        | 3.1                                        | 1.0                                        | 0.1                                        | 0.0                                        | 20,8                                       |
| Sursă: NOAA                                |                                            |                                            |                                            |                                            |                                            |                                            |                                            |                                            |                                            |                                            |                                            |                                            |                                            |